# Sternstraße (Trier)

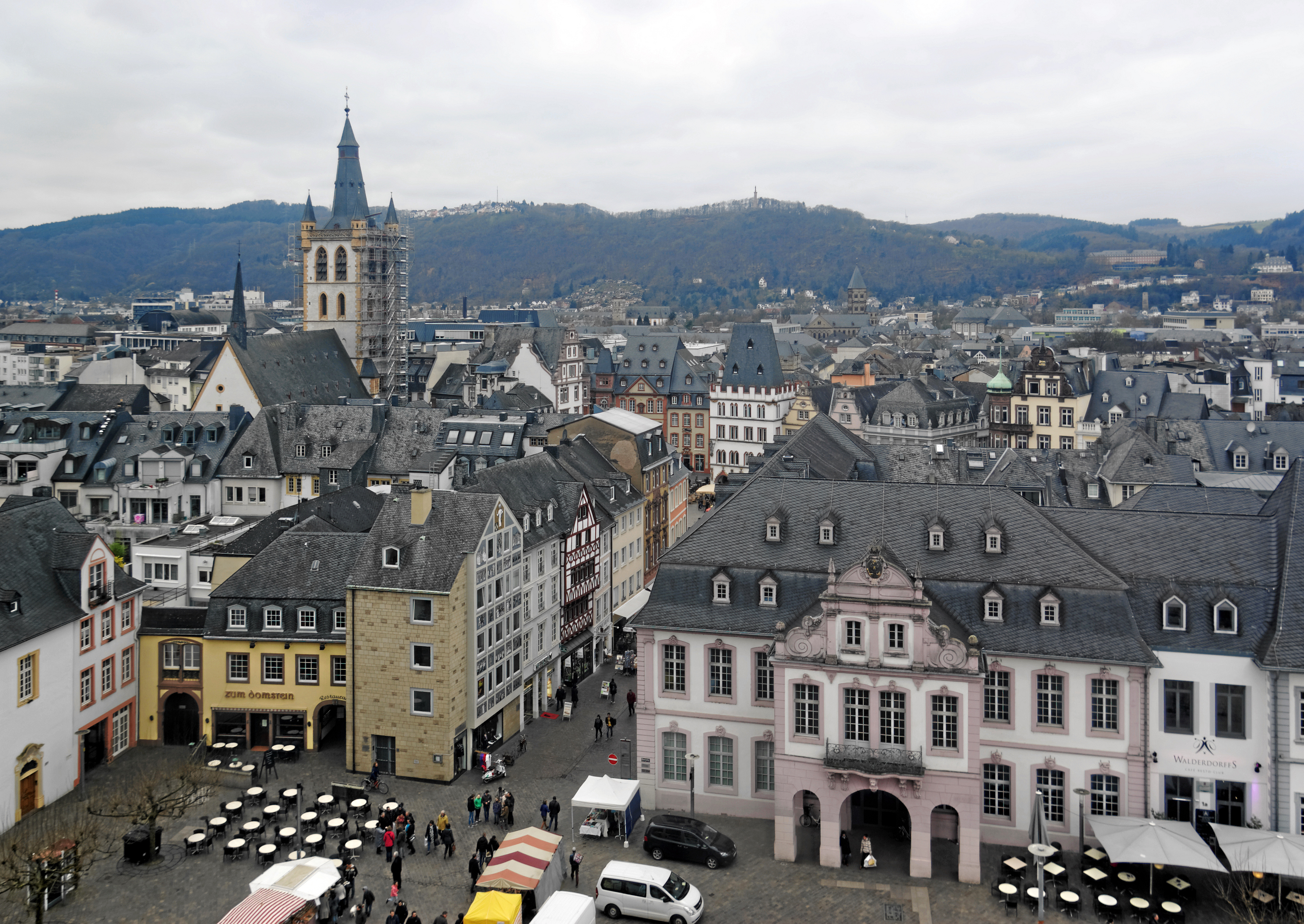
Einmündung der Sternstraße auf den Domfreihof, Ansicht vom Nordwestturm des Doms

Die Sternstraße ist eine Straße in der Trierer Innenstadt. Sie verbindet die beiden zentralen Plätze Hauptmarkt und Domfreihof miteinander.

## Geschichte
Der Name entwickelte sich aus vicus sub posterna, worunter ein Nebeneingang, der in die ummauerte Domfreiheit führte, zu verstehen ist. Das wurde später als „Unter den Posternen“ eingedeutscht. Später wurde es auf „Unter dem Stern“ und schließlich auf den heutigen Straßennamen verkürzt.

## Kulturdenkmäler
In der Straße stehen vier Kulturdenkmäler. Dazu zählt das Gebäude in Sternstraße 6, ein nach einem Entwurf von 1897 für einen Gastwirt erbautes, viergeschossiges Mansarddach-Wohnhaus mit Ladenlokal. Das späthistoristische, die umliegenden Nachbarbauten überragende Gebäude besitzt eine verklinkerte Fassade mit üppiger, neobarocker Sandsteingliederung. Zwischen den Fenstern des ersten Obergeschosses sind zwei Wappensteine des 16. Jahrhunderts von dem vormaligen Torbau der Domimmunität: das Wappen des Domkapitels mit dem heiligen Petrus und das Wappen des Erzbischofs Richard von Greiffenklau eingelassen.

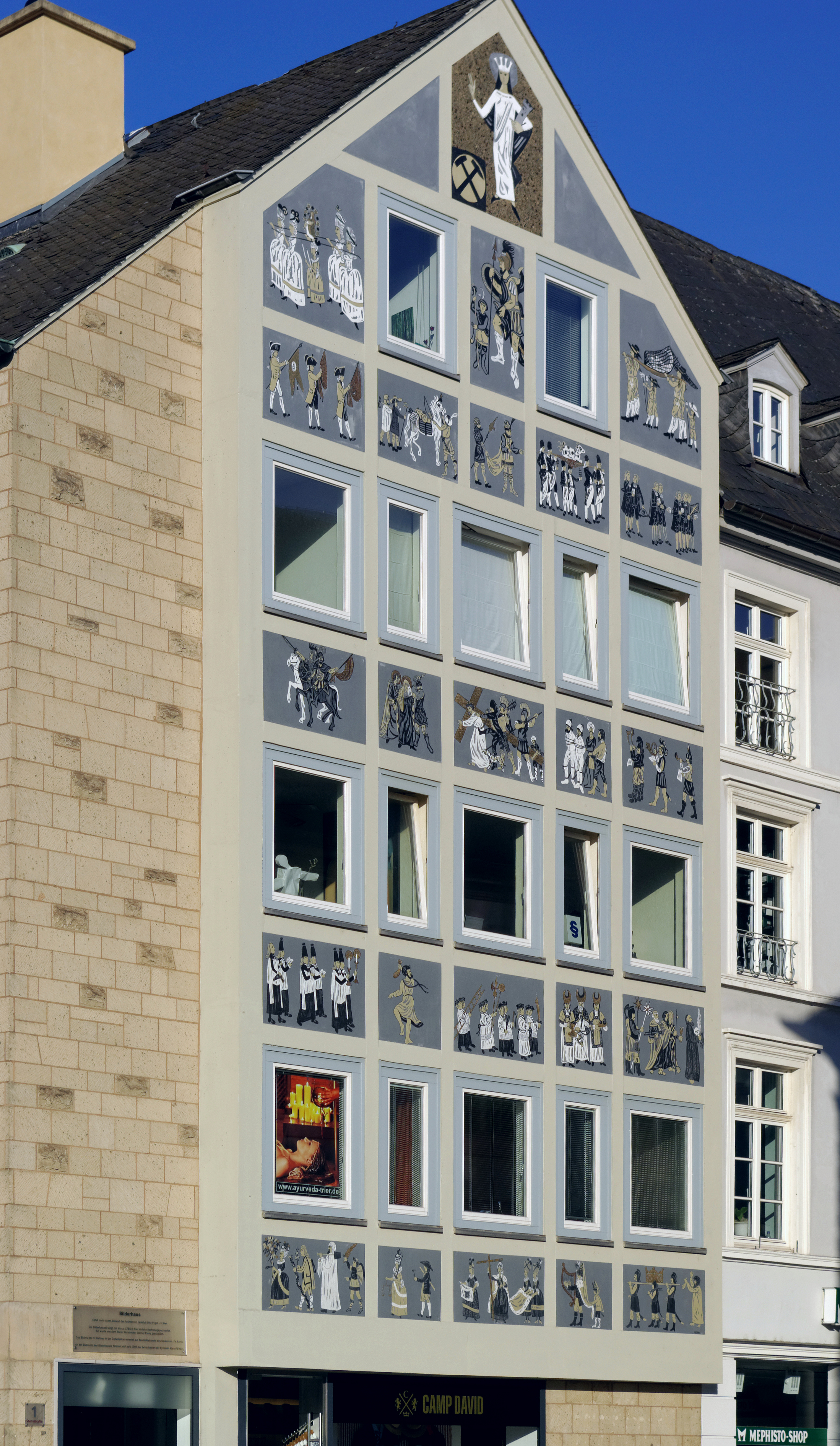
Sternstraße 1, Darstellung der Trierer Karfreitagsprozession
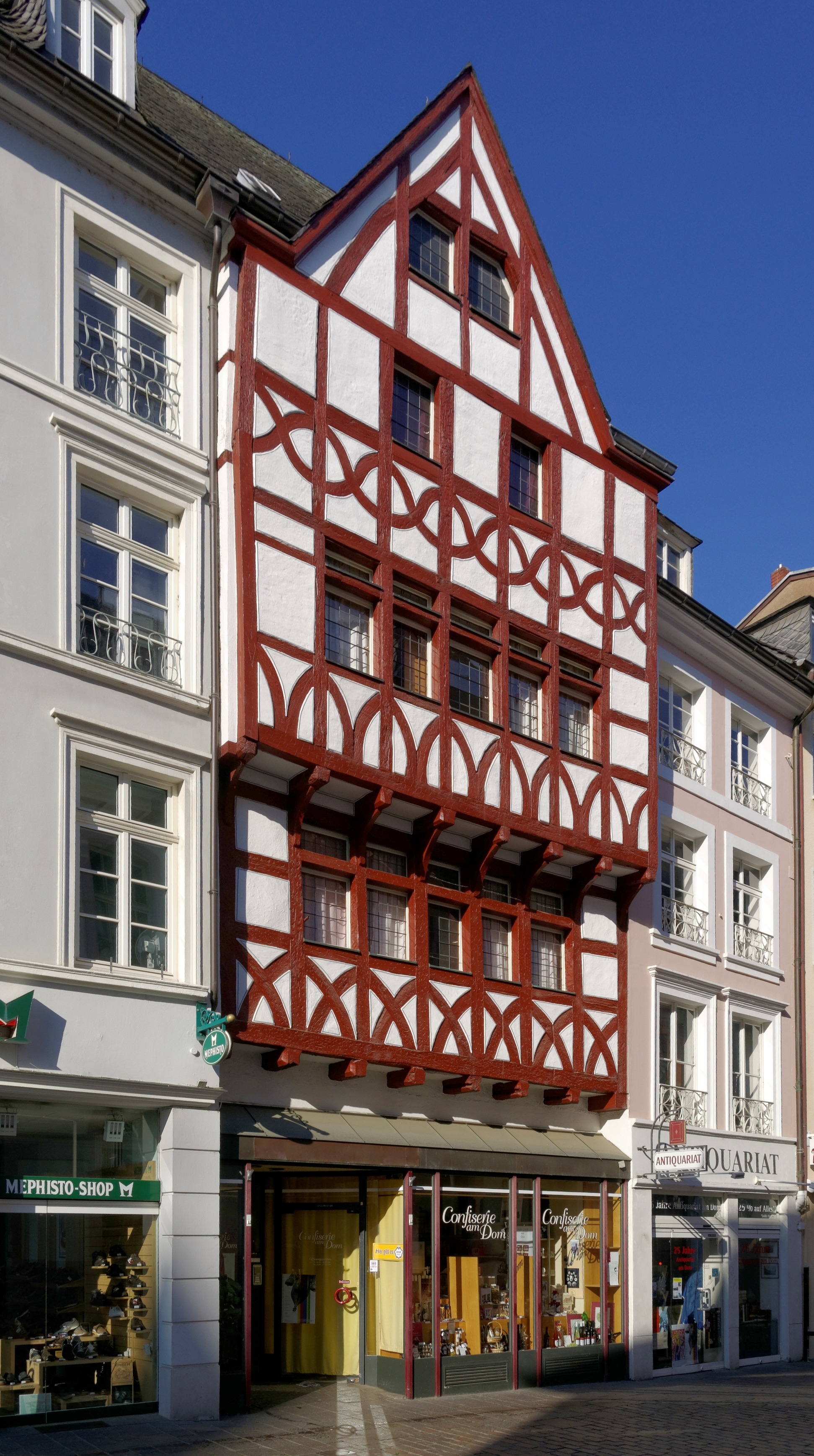
Sternstraße 3
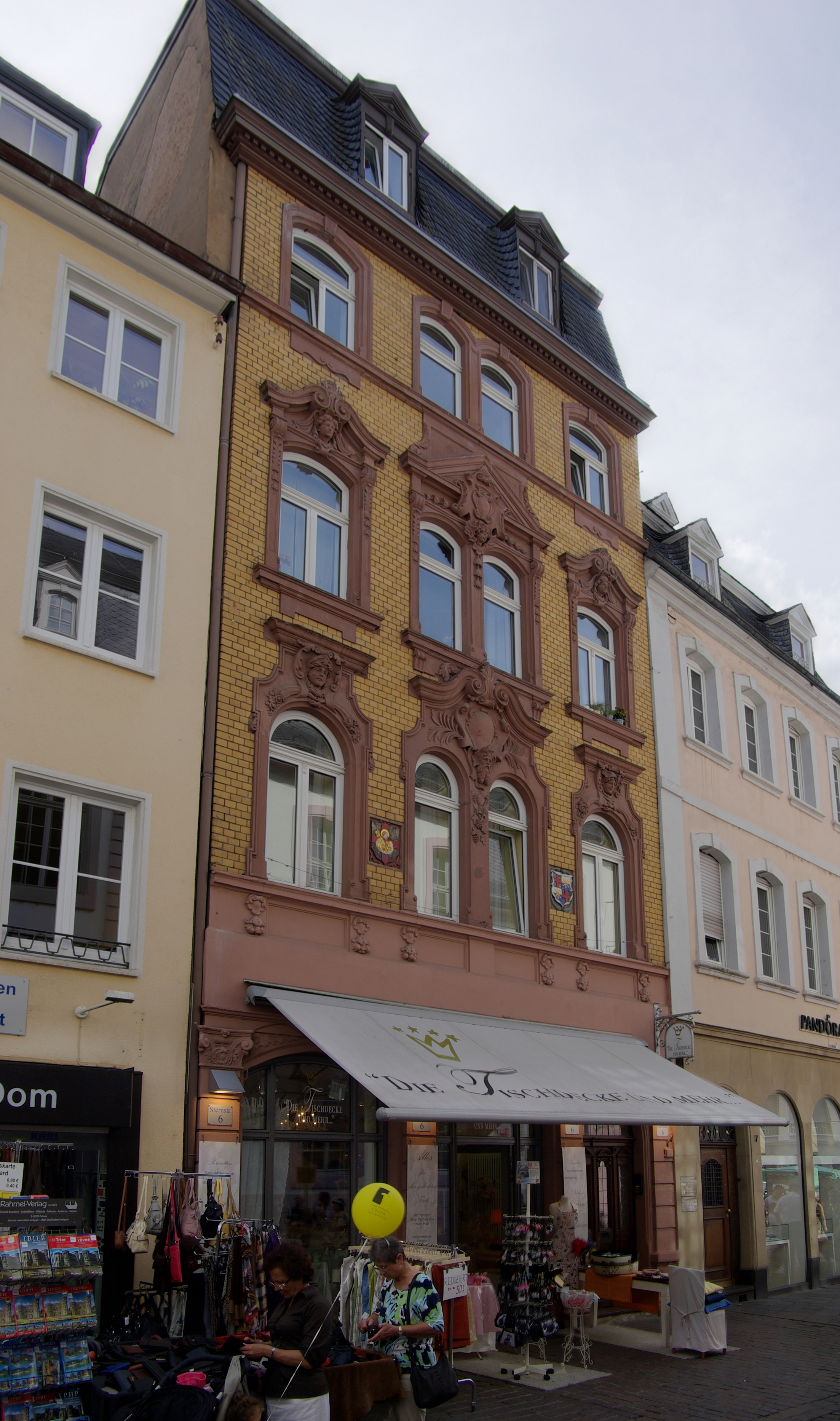
Sternstraße 6

In der Sternstraße steht das angeblich älteste Fachwerkhaus in Trier, das gemäß dendrochronologischer Datierung wohl 1475 errichtet wurde. Das Bauwerk bildet das westliche Drittel eines ursprünglich bis zur Ecke Sternstraße/Domfreihof reichenden, traufständigen Hauses, das nachträglich durch drei Zwerchgiebel bereichert wurde. Sowohl in baukünstlerischer als auch in konstruktiver Hinsicht stellt das 1965 freigelegte Sichtfachwerk ein wichtiges Zeugnis spätgotischer Zimmermannskunst dar. Von der alten Innenausstattung sind nur die beiden unteren Geschossdecken erhalten. In der Südmauer des Kellers ist der überwölbte Stadtbach-Kanal erhalten, der ab dem Jahr 1900 abgebrochen wurde.
Das heutige Gebäude Sternstraße 1 wurde 1960 nach Plänen von Heinrich Otto Vogel für die Kohlenhändlerfamilie Laeis errichtet und ersetzte ein späthistoristisches Eckhaus von 1891. Es ist ein charakteristisches Beispiel der Nachkriegsarchitektur, die moderne Neuschöpfungen mit lokalen baulichen Gegebenheiten verbindet. Der Neubau greift mit seinem Straßengiebel und den vorkragenden Obergeschossen die Großform des spätmittelalterlichen Fachwerkhauses in der Sternstraße 3 auf. In den Brüstungsfeldern wird die Trierer Karfreitagsprozession in 23 Szenen dargestellt. Diese Installation stammt von dem Kunstmaler Werner Persy, der sie 1962 in einer Malerei-Mosaik-Mischtechnik schuf. Im Giebel ist die heilige Barbara als Patronin der Bergleute dargestellt, was auf den Kohlehandel des Bauherrn verweist. Bis auf eine spätere Ladenerweiterung, die den ursprünglich offenen Durchgang entlang des Domfreihofs einbezieht, und die inzwischen ausgebauten, ursprünglichen Fenster ist das Haus original erhalten.